# ثيليا في العالم
ثيليا في العالم (بالإسبانية:"Celia en el mundo") هو الكتاب الرابع في سلسلة كتب الأطفال التي كتبتها الكاتبة الإسبانية إيلينا فورتون. يتكون من مجموعة من القصص التي نُشرت في صحيفة "Blanco y Negro"، وتم إصدارها لاحقًا في شكل كتاب عن طريق دار النشر Aguilar عام 1934.
يأتي هذا الكتاب في ترتيب السلسلة بعد كتاب ثيليا الروائية Celia novelista (1934)، إلا أن أحداثه تمثل استكمالًا للقصة من حيث انتهت في ثيليا في المدرسة Celia en el colegio (1932) .
في ثيليا في العالم، تعيش البطلة ثيليا غالفث دي مونتالبان في منزل عمها رودريجو في مدريد، بينما يقيم والداها في باريس. قام عمها، دون الرجوع إلى والديها أو الحصول على إذنهما، بأخذها من الدير الذي أُودعت فيه.
على غرار الأجزاء السابقة في السلسلة، يعكس سيليا في العالم المجتمع الإسباني خلال فترة الثلاثينيات، مقدمًا تصويرًا واقعياً للأوضاع السياسية والاجتماعية آنذاك، بما في ذلك تصاعد التوترات التي سبقت الحرب الأهلية الإسبانية. يتم سرد الأحداث من منظور ثيليا، بأسلوب يمزج بين البراءة، السذاجة، والفطنة.
تعكس مغامرات ثيليا وحواراتها مع البالغين مواقف وآراء منتشرة في ذلك الوقت، التي كانت في بعض الأحيان تتسم بنظرة ساخرة تجاه مجموعات اجتماعية وجغرافية مختلفة، مثل المغاربة، الجاليكيين، الفرنسيين، رجال الدين.
تضمنت الإصدارات المختلفة من ثيليا في العالم رسومًا توضيحية أنجزها فنانون متنوعون؛ حيث تضمنت الطبعة الأولى رسومات مولينا غايينت، بينما احتوت الطبعات اللاحقة على أعمال M. Palacios وGori Muñox.
كان ثيليا في العالم أول كتاب في السلسلة لم يتم تضمينه في اقتباس خوسيه لويس بورو لمسلسل 1992 التلفزيوني Celia. وعلى الرغم من أن بورو وكاتبة السيناريو كارمن مارتين غايت قاما بإعداد سيناريو مقتبس عن الكتاب، إلا أن المشروع لم يُنفَّذ.

في عام 1935، صدر الجزء الخامس من القصة بعنوان
ثيليا وأصدقائها Celia y sus amigos.